# Stenammini
Stenammini zijn een geslachtengroep van mieren.

## Geslachten
De volgende geslachten worden bij de familie ingedeeld:
- Ancyridris Wheeler, 1935
- Austromorium Shattuck, 2009
- Bariamyrma Lattke, 1990
- Calyptomyrmex Emery, 1887
- Cyphoidris Weber, 1952
- Dacatria Rigato, 1994
- Dacetinops Brown & Wilson, 1957
- Dicroaspis Emery, 1908
- Goaligongidris Xu, 2012
- †Ilemomyrmex Wilson, 1985
- Indomyrma Brown, 1986
- Lachnomyrmex Wheeler, 1910
- Lasiomyrma Terayama & Yamane, 2000
- Lordomyrma Emery, 1897
- Proatta Forel, 1912
- Propodilobus Branstetter, 2009
- Rogeria Emery, 1894
- Rostromyrmex Rosciszewski, 1994
- Stenamma Westwood, 1839[1]
- Tetheamyrma Bolton, 1991
- Vollenhovia Mayr, 1865